# Мурман, Мартин
Мартин Мурманн (нем. Martin Moormann; род. 30 апреля 2001, Штоккерау, Корнойбург) — австрийский футболист, защитник клуба «Рапид».

## Клубная карьера
Мурман — воспитанник клубов «Серндорф», Хорн и «АКА Сент-Пельтён». В 2018 году игрок подписал контракт с венским «Рапидом». 31 октября 2021 года в матче против ЛАСКа он дебютировал в австрийской Бундеслиге. 17 сентября 2023 года в поединке против «Вольфсберга» Мартин забил свой первый гол за «Рапид». 